# 日立電力
日立電力株式会社（ひたちでんりょく）は茨城県にかつて存在した日本の電力会社である。
1927年（昭和2年）に久原鉱業株式会社から分社化して発足し、大北川水系本流や夏井川水系本流沿いの水力発電所を主に運営していた。1941年（昭和16年）に関東配電に全資産を出資し、翌1942年（昭和17年）に解散した。

## 沿革

### 会社設立の経緯
久原鉱業は自山の動力源として発電所を建設したが、小平浪平が日立製作所を興してからはそちらにも電力を供給するようになった。夏井川第一発電所・第二発電所を建設後は常磐地方・磐城地方の炭鉱にも電力を供給するようになり、電気事業は徐々に拡大していった。1918・1919年（大正7・8年）頃には電気事業部門を独立すべきとの意見が久原鉱業内で唱えられる。第一次世界大戦終局の1918年（大正7年）になると、発電所の余剰電力をいかに消化するかが課題となり、所長の角弥太郎や工作課長の宮長平作を悩ますようになる。
1927年（昭和2年）5月には久原鉱業の重役会と総会で要項が定められ、同年9月に資本金1000万円で日立電力株式会社が設立され、久原鉱業が所有していた発電所と電気設備のすべてが日立電力に譲渡される。株式は20万株発行され、そのうち19万6千株を久原鉱業が引き受け、残りの4000株は縁故募集がなされた。取締役社長には竹内維彦が就任し、取締役の中には後に日産コンツェルンを築く鮎川義介もいた。

### 設立以後
久原鉱業より未完成の夏井川第三発電所を引き継いだ日立電力は、1927年11月に同発電所を完成させ、同年12月に運転を開始した。このとき、日立電力独立の際の契約から久原鉱業が建設費の全てを負債した。1934年（昭和9年）5月には社長の竹内が病気のため退任し、二代目の社長として鮎川義介が就任する。1937年（昭和12年）には福島県の木戸川沿いに木戸川発電所（出力12000 kW）を建設した。
日立電力は他にも水力発電所の建設を予定していたが、貯水能力の低さや渇水等が問題視された。渇水時には磐城・好間炭鉱の自家用火力発電所を利用していたが、電力需要の増加からそれでも不十分となっていた。そこで火力発電所の建設を決める。1938年（昭和13年）1月には常陸セメント株式会社の工場隣に、出力10000 kWの日立火力発電所の建設許可申請をし、同年3月にこれが許可される。土木建築と電気機器をそれぞれ中央土木と日立製作所が請け負い、1940年（昭和15年）2月には工事が完了し、同年6月には使用認可が下りて運転を始める。同発電所は常陸セメントが運転するクリンカー焼成用の回転窯（ロータリーキルン）の予熱を活用するというものだった。

### 会社解散
1941年（昭和16年）9月6日には配電会社設立命令が発せられ、東京電燈・富士電力・甲府電力・日立電力が「関東配電となるべき会社」に指定される。また、東京市電気局・日本電力・大日本電力・王子電気軌道・京王電気軌道・京成電気軌道・東京横浜電鉄が関東配電に「出資すべき者」に指定される。これにより日立電力の全資産は関東配電に移る。このとき日立電力の総資産・負債・純資産はそれぞれ2299・848・1451万円と見積もられ、関東配電の株式28万株が割り当てられた。1942年（昭和17年）3月に日立電力は解散した。